# Munera (kommun)
Munera är en kommun i Spanien.   Den ligger i provinsen Provincia de Albacete och regionen Kastilien-La Mancha, i den centrala delen av landet, 180 km sydost om huvudstaden Madrid. Antalet invånare är 3 757.